# رهایم کن (ترانه)
رهایم کن  (به انگلیسی: Set Me Free)  نام ترانه ای از گروه هوی متال آمریکایی اونجد سون‌فولد است که در  ۱۶ ژانویه ۲۰۲۰ منتشر شده است.